# Cromoterapie
Cromoterapia, uneori numită terapia culorilor sau cromoterapie, este o metodă de medicină alternativă care este considerată pseudostiință. Cromoterapeuții susțin că pot folosi lumina sub formă de culoare pentru a echilibra lipsa de „energie” din corpul unei persoane, fie că este la nivel fizic, emoțional, spiritual sau mental.
Terapia culorilor este diferita de alte tipuri de terapie cu lumină, cum ar fi tratamentul icterului neonatal  și terapia cu iradiere a sângelui, care sunt tratamente medicale acceptate științific pentru o serie de afecțiuni , precum și din fotobiologie, studiul științific al efectelor luminii asupra organismelor vii.
Cromoterapia este o pseudoștiință; practicienii susțin că expunerea la anumite nuanțe de lumină poate ajuta oamenii să se simtă mai bine fizic sau mental, lucru care nu a fost susținut de cercetări experimentale, evaluate de oameni de știință.

## Istorie
Avicenna (980-1037), acordându-i culorii o importanță vitală atât în diagnostic, cât și în tratament, a discutat despre cromoterapie în Canonul Medicinii. El a scris: „culoarea este un simptom observabil al bolii” și, de asemenea, a elaborat o diagramă prin care culoarea este asociată cu temperatura și starea fizică a corpului. Părerea sa era că roșul mișca sângele, albastrul sau albul îl răcoreau, iar galbenul reducea durerea și inflamația musculară. 
Generalul american Augustus Pleasonton (1801–1894) încă din timpul războiului civil și-a realizat propriile experimente și în 1876 a publicat cartea Influența razei albastre a luminii solare și a culorii albastre a cerului în care vorbea despre modalitatea prin care culoarea albastră poate îmbunătăți creșterea culturilor și a animalelor și poate ajuta la vindecarea bolilor la om. Acest lucru a dus la cromoterapia modernă, determinându-i pe savanții Dr. Seth Pancoast (1823–1889) și Edwin Dwight Babbitt (1828–1905) să efectueze experimente și să publice, respectiv, Lumina albastră și roșie; sau, Lumina și razele sale ca medicină (1877) și Principiile luminii și culorii. 
În 1933, savantul cu cetățenie americană de origine indiană Dinshah P. Ghadiali (1873-1966) a publicat  Enciclopedia spectro cromometrică, o lucrare despre terapia culorilor.  Ghadiali a susținut că a descoperit cum și de ce diferite raze colorate au diferite efecte terapeutice asupra organismelor. El considera culorile influențe chimice în octave mai mari de vibrații, și că pentru fiecare organism și sistem al corpului există o culoare specială care stimulează și o alta care inhibă activitatea acelui organ sau sistem. Ghadiali a crezut, de asemenea, că, fiind familiar cu acțiunea diferitelor culori asupra diferitelor organe și sisteme ale corpului, se poate aplica culoarea corectă care va tinde să echilibreze acțiunea oricărui organ sau sistem care a devenit anormal în funcția sau starea sa. Fiul lui Dinshah P. Ghadiali, Darius Dinshah, oferă informații in continuare despre terapia culorilor prin intermediul asociației sale, Dinshah Health, o organizație nonprofit dedicată dezvoltării terapiei culorilor la domiciliu, non-farmaceutice și a cărții sale Să fie lumină. 
Scriitorul științific Martin Gardner îl descrisese pe Ghadiali drept „probabil cel mai mare șarlatan dintre toți”. În 1925, Ghadiali a fost acuzat de viol și arestat în Seattle și condamnat în baza legii Mann pentru cinci ani la Penitenciarul Statelor Unite, Atlanta . Potrivit lui Gardner, ipostazele în care a fost surprins Ghadiali în fotografiile făcute la locul de munca, în laboratorului său, sunt „indistincte față de fotografiile unui film de nota 4 despre un om de știință nebun”. 
De-a lungul secolului al XIX-lea, „vindecătorii prin culori” susțineau că filtrele de sticlă colorate ar putea trata multe boli, inclusiv constipația și meningita. 

## Chakrele colorate

O conceptualizare făcută de New Age în cultura indiană a chakrelor și a pozițiilor lor în corpul uman

Practicienii medicinei ayurvedice consideră că ar exista șapte chakre în corp, despre care unii susțin că sunt „centre spirituale" și se crede că sunt poziționate de-a lungul coloanei vertebrale . Gândirea New Age asociază fiecare chakră cu o singură culoare a spectrului de lumină vizibil, împreună cu o funcție și un organ sau un sistem corporal. Conform acestei gândiri, chakrele se pot dezechilibra și pot duce la boli fizice, dar aplicarea culorii adecvate poate corecta astfel de dezechilibre. 

## Perspectiva științifică
Cromoterapia este considerată de către experții în sănătate ca fiind o escrocherie.  
Conform unei cărți publicate de Societatea Americana de Cancer, „dovezile științifice disponibile nu susțin afirmațiile conform cărora utilizarea luminii sau terapiei culorilor este eficientă în tratarea cancerului sau a altor boli”. 
Fotobiologia, termenul folosit în studiul științific despre efectul luminii asupra țesuturilor vii, a fost folosit uneori în locul termenului cromoterapie în încercarea de a-l distanța de misticismul victorian și de a elimina asocierile sale cu simbolismul și magia. Terapia cu lumină reprezintă o abordare specială de tratament folosind lumină intensă pentru a trata anumite tulburări de somn, de piele și comportamentale.
O revizuire a cercetărilor existente privind cromoterapia a constatat că nu există dovezi care să susțină o legătură cauzală între culori specifice rezultatelor sănătății, nu există suficiente dovezi care să susțină o legătură cauzală între culori specifice stărilor emoționale sau mentale și nu există cercetări pentru a sugera că există relații individuale între anumite culori și emoții. Tofle, R.B. (2004), Color in Healthcare Environments - A Research Report (PDF), California: Coalition for Health Environments Research, p. 1–81, accesat în 20 martie 2020.
Simplificarea excesivă a răspunsurilor psihologice la culori, făcând declarații radicale bazate pe mituri sau credințe care nu au suport empiric reprezentau principalele atacuri la adresa cromoterapiei. Principiile de baza pentru cromoterapie sunt vagi și par a fi raționamente subiective care nu au aplicabilitate concretă și specifică în sistemele de sănătate. În timp ce douăsprezece culori au fost declarate benefice pentru sănătate și bunăstare, o definiție riguroasă pentru fiecare dintre aceste culori nu a fost încă oferită, ceea ce face imposibil să se știe dacă toți terapeuții care utilizează culori sunt pe aceeași lungime de undă în privința acestor culori. Tofle, R.B. (2004), Color in Healthcare Environments - A Research Report (PDF), California: Coalition for Health Environments Research, p. 1–81, accesat în 20 martie 2020.
Cromoterapia a fost, de asemenea, criticată pentru lipsa posibilității de verificare și falsificare. Criticii au mai sugerat că unele rezultate pozitive ale terapiei sunt, de fapt, efectele placebo, în care simpla introducere a unui tratament a dus la îmbunătățiri ale stării de sănătate care nu se datorează culorilor.
Recent, îngrijorarea cu privire la această teorie a pus sub semnul întrebării riscurile asociate cu apariția lămpilor emițătoare de lumina diode (LED) care au fost create pentru a fi utilizate în cromoterapie. Se consideră că aceste lămpi au un risc scăzut de expunere și că nu este necesară însoțirea produsului de avertismente. Cu toate acestea, anumite proceduri din cromoterapie obligă individul să așeze lămpile aproape de ochi, o utilizare a acestor lumini care nu este recomandată și care poate depăși durata expunerii până la afectarea retinei. Fără un consens sau reglementări cu privire la modul în care aceste produse trebuie utilizate și dacă este necesară purtarea de ochelari, acest tratament expune participanții la un risc de leziuni oculare grave. Point, S. (2007), The Danger of Chromotherapy, Buffalo: Skeptical Inquirer, p. 50–53, ProQuest 1922421856 templatestyles stripmarker în |id= la poziția 1 (ajutor)